# Skibril
Een skibril ook wel goggle genoemd, wordt tijdens het skiën en snowboarden gedragen ter bescherming van de ogen. De skibril beschermt in de eerste plaats tegen UV-licht. Op grotere hoogte is het effect van uv-straling groter, bovendien wordt het licht gereflecteerd door de sneeuw. Zonder bescherming kan sneeuwblindheid optreden.
Een skibril wordt over de ogen geplaatst en vastgehouden met een band rond het hoofd. De bril sluit de ogen helemaal af. Om het beslaan van de bril te voorkomen worden meerdere lenzen gebruikt. Ook krijgen de lenzen vaak een chemische behandeling, die ze minder snel laat beslaan.
De lenzen van een skibril heb je in diverse categorieën: S1 (voor mist), S2 (voor bewolkt weer) en S3 (voor zonnig weer). Sommige skibrillen hebben verwisselbare lenzen. 
Verder biedt een skibril bescherming voor opspringende ijs- en sneeuwdeeltjes. Skibrillen worden meestal gecombineerd gedragen met een skihelm.
De skibril van vandaag kent zijn oorsprong in de ruimtevaart. Het ontwerp voor de Apollo-helm, die niet kon beslaan, werd aangepast voor gebruik in skibrillen. De brillen kunnen noch vanbinnen of vanbuiten beslaan omdat ze elektrisch worden verwarmd of van binnen worden geventileerd.